# Guardanapo
Guardanapo (do francês garde-nappe) é uma peça usada à mesa, cuja função básica é limpar dedos e lábios, e/ou proteger parte do vestuário contra salpicos de alimentos, durante as refeições.
Em design simples, geralmente possui o formato quadrangular, possibilitando assim, uma dobradura que facilite o seu manuseio, ou mesmo transformado num adereço decorativo, antes do seu uso. 
São usados dois tipos de matéria-prima para confeccioná-los e cada um destes materiais tem relação direta ao local/evento em que é utilizado. Em ambientes de muita formalidade, utiliza-se guardanapo fabricado em tecido, podendo ser um pano liso ou estampado e geralmente é acompanhado de um acessório: uma argolas ou fitas de cetim, ou um anel metálico. Em ambiente, evento ou locais sem qualquer formalidade, utiliza-se em papel de baixa gramatura (papel crepado, branqueado quimicamente, nas gramaturas de 18 a 25 g/m2, em folha única ou dupla, branco ou em cores), sendo descartado logo após a sua utilização.  

## História
Os primeiros relatos de uso similar ao guardanapo para fins de higiene nas refeições, vem da Grécia antiga, quando era utilizado o pão para essa finalidade, principalmente nos textos de Alcifrão ou Aristófanes.
Documentos encontrados na Ásia, demostram que na China antiga já se utilizava do guardanapo de papel no tradicional chá da tarde. 
Na Idade Média, em grande parte da Europa, o uso de toalha de mesa e panos para limpeza das mãos e decorações, eram sinais de status e prestígio das famílias abastadas e foi neste período que o guardanapo passou a ser individual, pois antes, era compartilhado pelo casal ou a cada dois convidados.

## Galeria de imagens

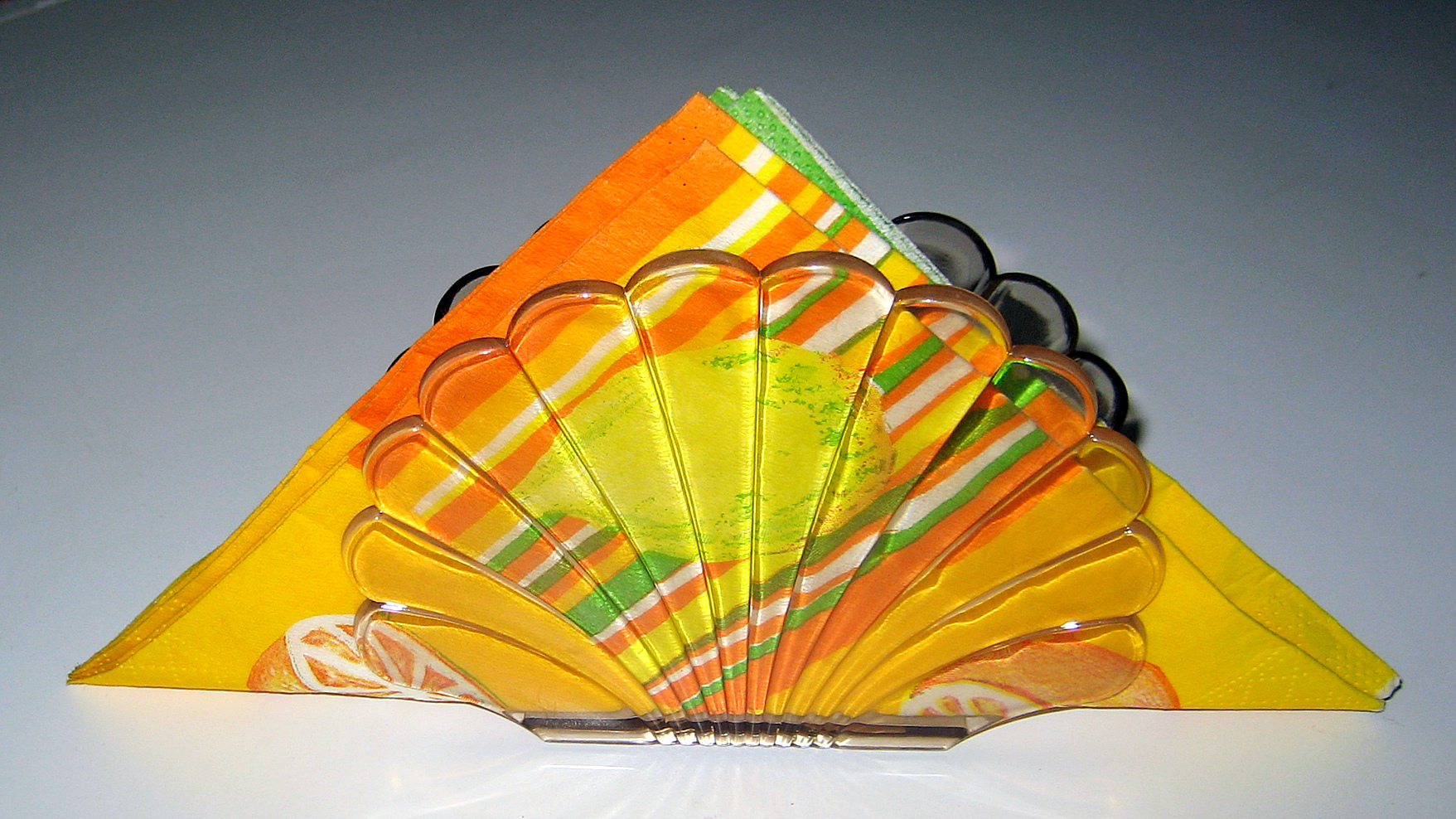
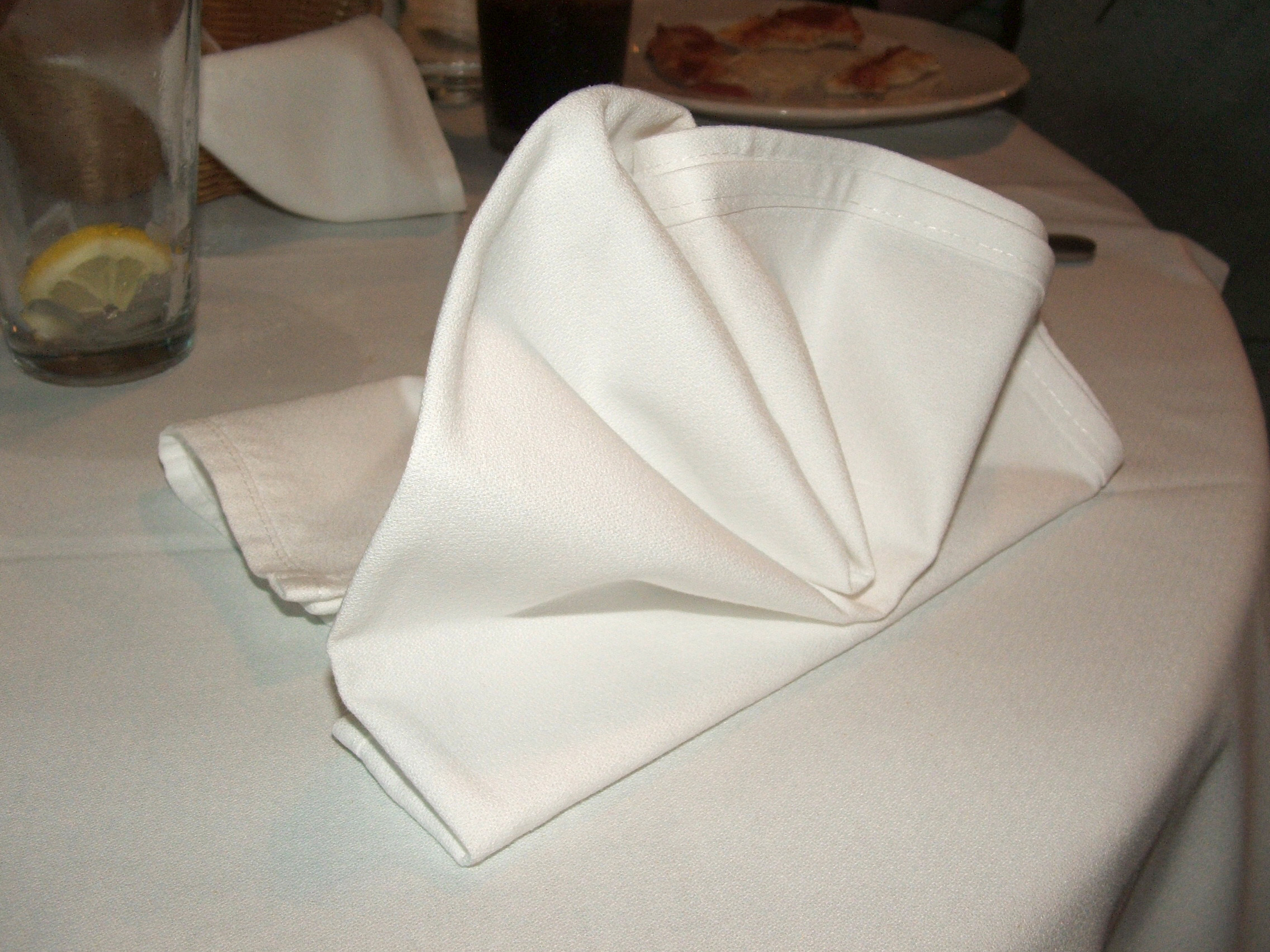
De tecido
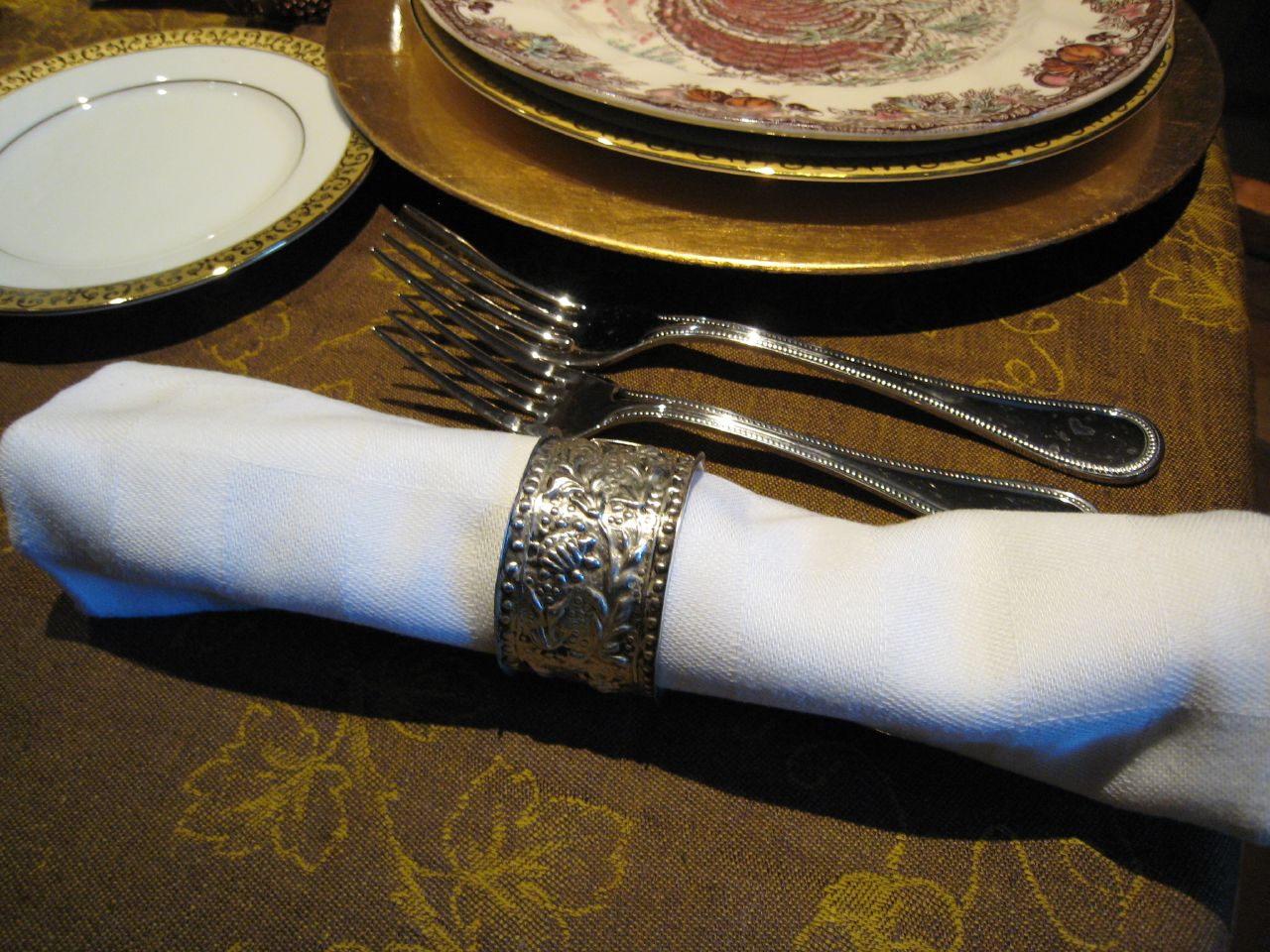
De tecido, enrolado e com um anel de guardanapo
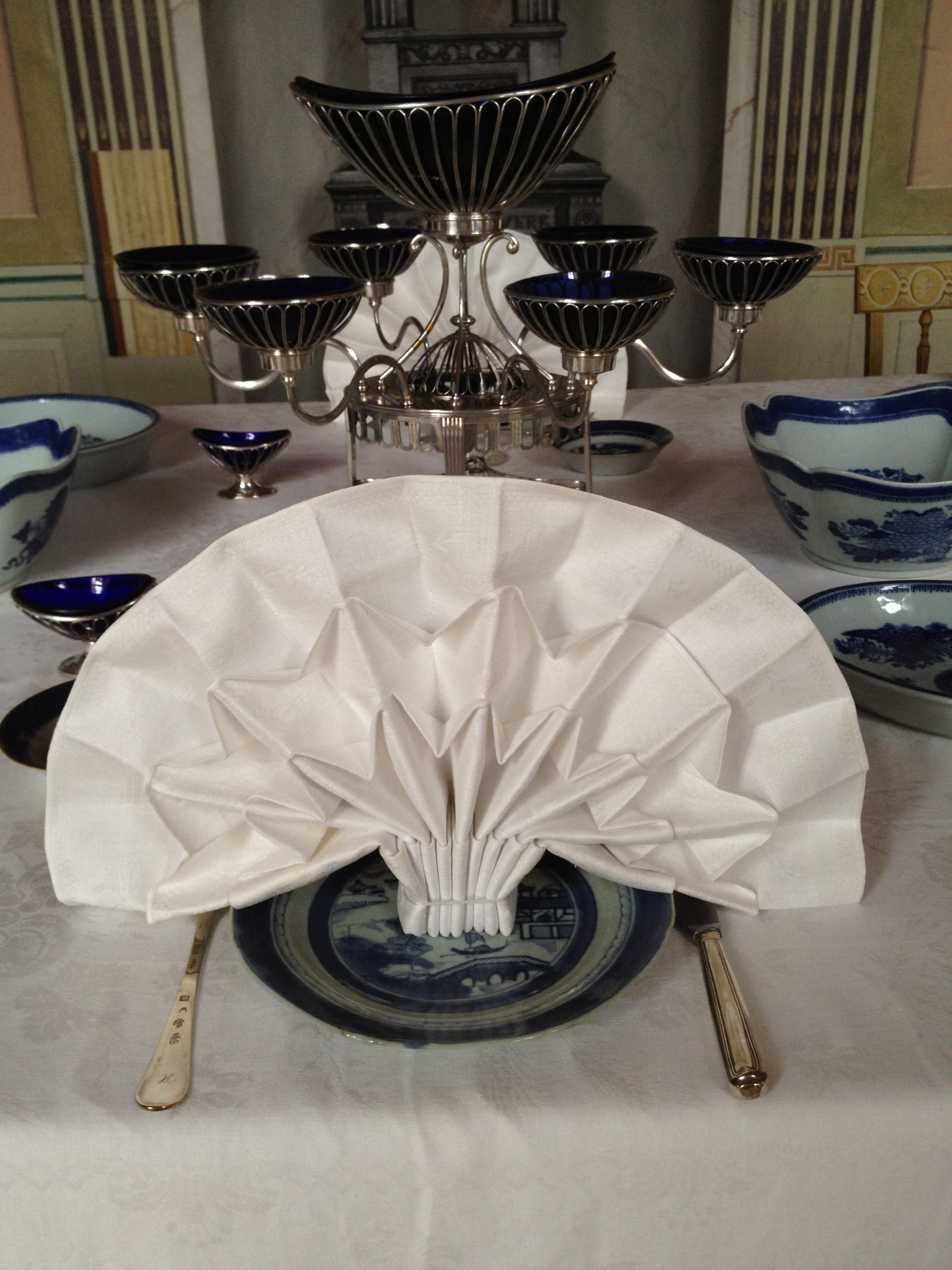
De tecido como decoração de mesa, antes do seu uso
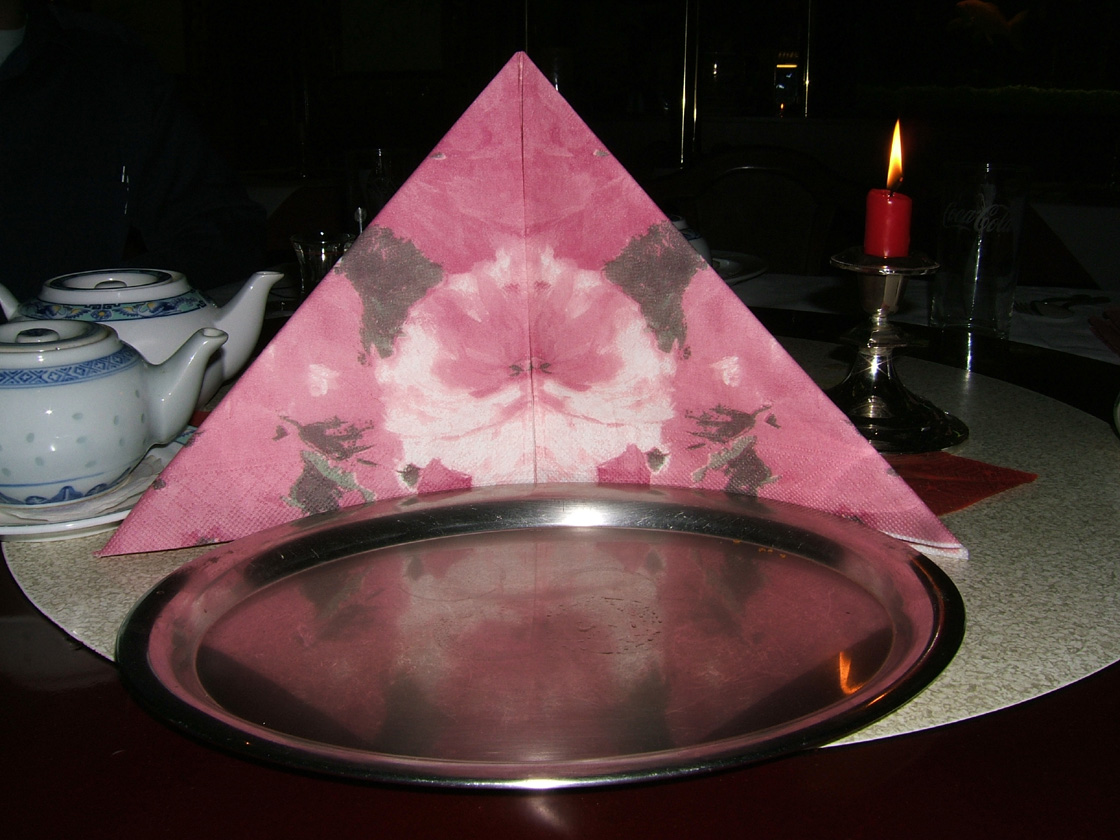
Em tecido estampado e como decoração de mesa
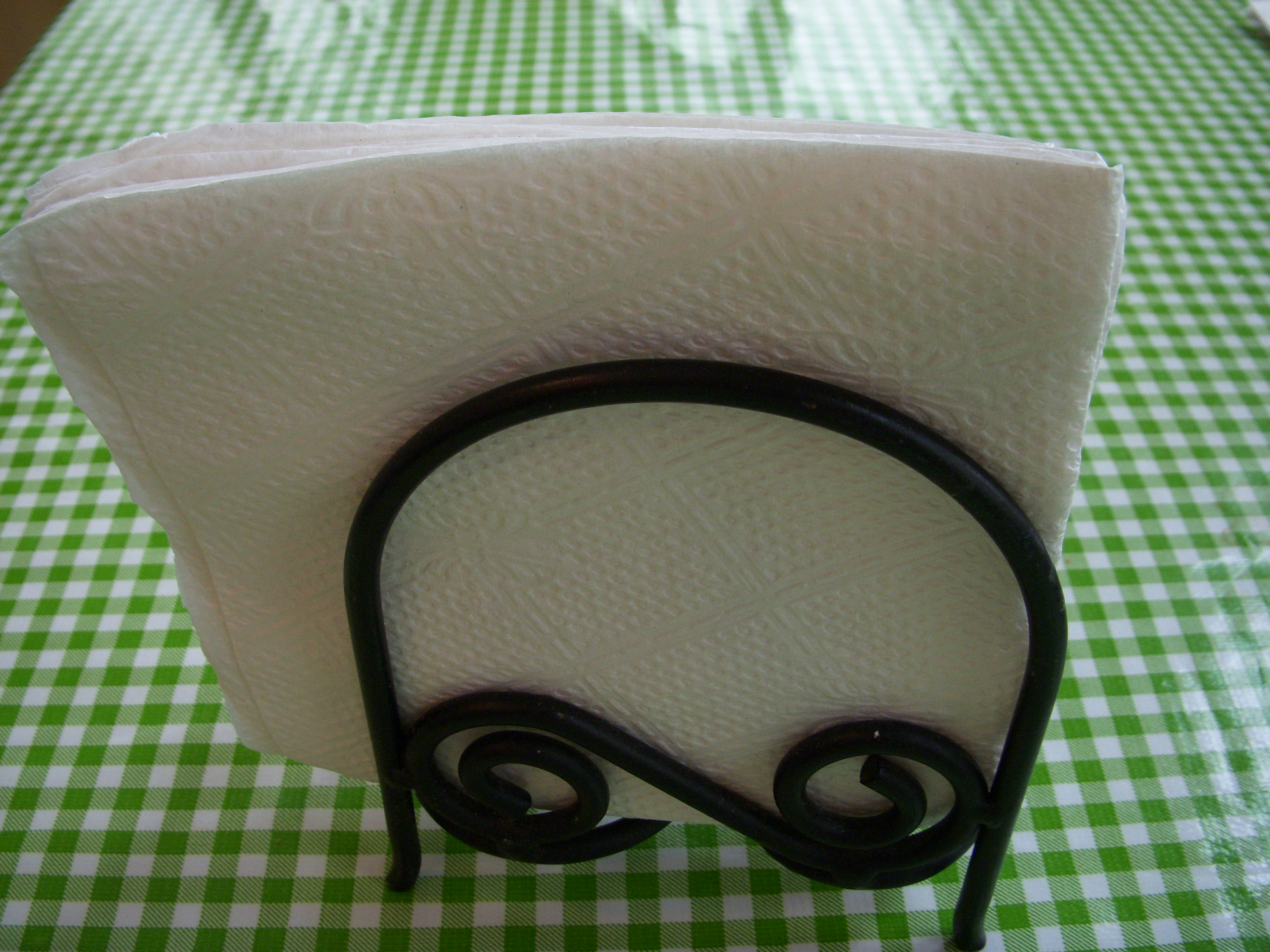
De papel em um porta-guardanapo
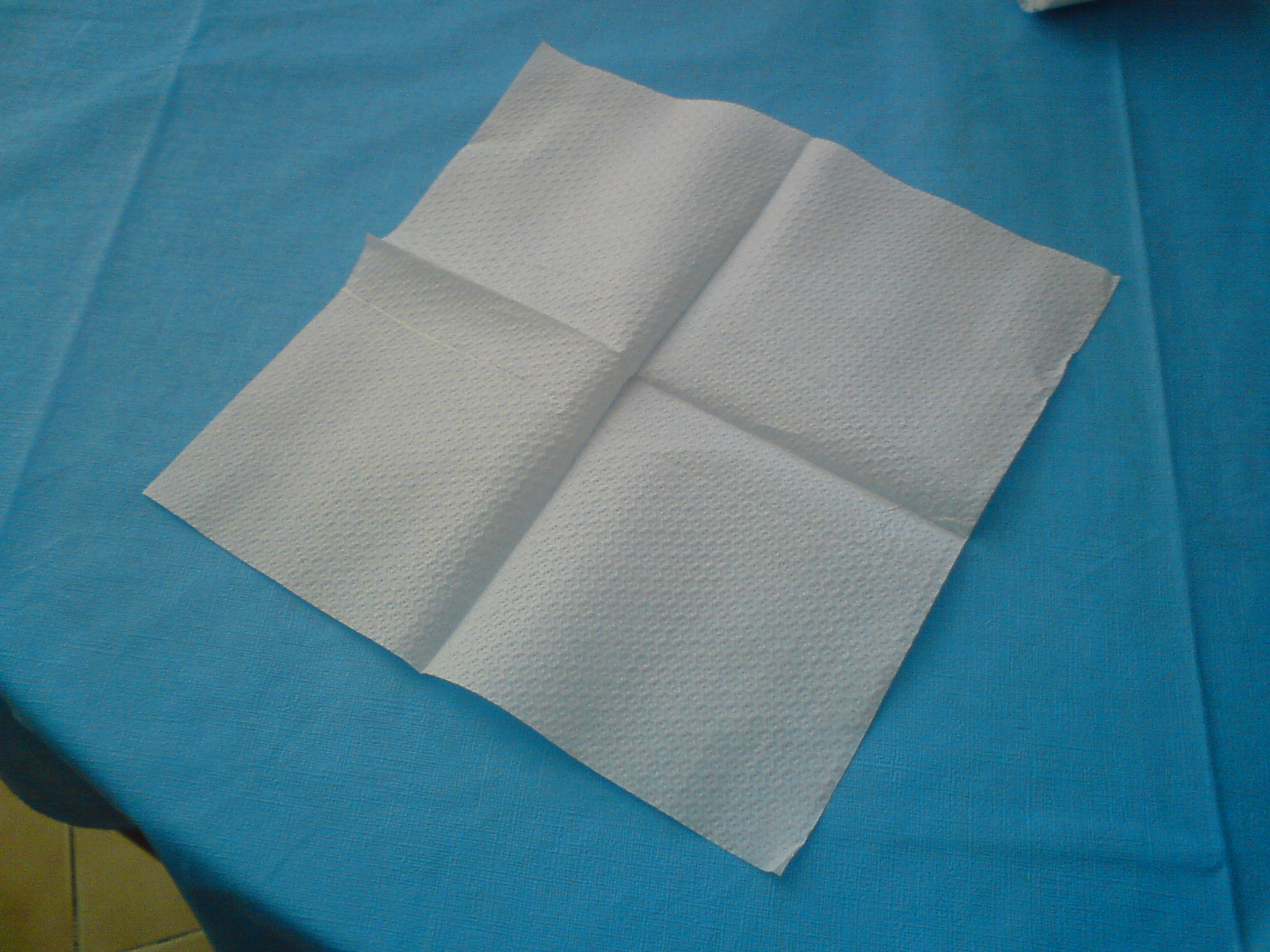
Simples, de papel